# Dolný tok Ondavy
Dolný tok Ondavy este o arie protejată (arie specială de conservare — SAC, sit de importanță comunitară — SCI) din Slovacia întinsă pe o suprafață de 79,24 ha, integral pe uscat.

## Localizare
Centrul sitului Dolný tok Ondavy este situat la coordonatele 48°29′29″N 21°48′59″E / 48.491457°N 21.81648°E.

## Înființare
Situl Dolný tok Ondavy a fost declarat sit de importanță comunitară în septembrie 2015 pentru a proteja 14 specii de animale. Situl a fost protejat și ca arie specială de conservare în octombrie 2017.

## Biodiversitate
Situată în ecoregiunea panonică, aria protejată nu include niciun habitat protejat.
La baza desemnării sitului se află mai multe specii protejate:
- nevertebrate (1): Ophiogomphus cecilia
- pești (13): avat (Aspius aspius), zvârluga (Cobitis taenia), Gymnocephalus baloni, răspăr (Gymnocephalus schraetzer), țipar (Misgurnus fossilis), boarță (Rhodeus sericeus amarus), Romanogobio albipinnatus, porcușor de nisip (Romanogobio kesslerii), porcușor de vad (Romanogobio uranoscopus), Rutilus pigus, dunăriță (Sabanejewia aurata), fusar (Zingel streber), pietrar (Zingel zingel)